# Juniperus semiglobosa
Juniperus semiglobosa o enebro lápiz del Himalaya es una especie de enebro originaria de las zonas montañosas de Asia Central, sobre todo del noreste de Afganistán, el extremo occidental de China (Sinkiang), el norte de Pakistán, el sureste de Kazajistán, Kirguistán, el oeste de Nepal, el norte de la India, Tayikistán y Uzbekistán. Crece en altitudes de 1550 a 4420 metros.

## Descripción
Juniperus semiglobosa es un arbusto conífero de hoja perenne o un árbol de tamaño pequeño a mediano que crece hasta alturas de 5 a 15 metros, raramente 20 m, con un diámetro de tronco de hasta 1,2 m, raramente hasta 2 a 6 m. Tiene corteza escamosa. Las hojas son de dos formas, hojas juveniles aciculares de 3 a 7 milímetros de largo en plántulas y ocasionalmente (como rebrote después de daño por ramoneo) en plantas adultas, y hojas adultas en forma de escamas de 1 a 2 mm de largo en plantas más viejas; están dispuestas en pares opuestos decusados o verticilos de tres.
Los conos son globosos aplanados (de ahí el nombre de semiglobosa) a bilobulados o triangulares, similares a bayas, de 4 a 6 mm de largo y 4 a 8 mm de ancho, de color negro azulado, y contienen dos o tres semillas; maduran en unos 18 meses. Los conos polínicos miden entre 3 y 5 mm de largo y desprenden el polen en primavera. Suele ser dioica (conos masculinos y femeninos en plantas separadas), pero ocasionalmente monoica (conos masculinos y femeninos en la misma planta).

### Variedades
Se ha descrito una variedad de Juniperus semiglobosa var. talassica de Kirguistán que tiene pulpa de cono más dulce, pero no difiere del tipo en genética ni en química de las hojas y, por lo general, no se la considera distinta.

## Usos
Juniperus semiglobosa, conocido localmente como «shukpa», es el árbol oficial de Ladaj (India), donde se encuentra en los distritos de Leh y Kargil. Se utiliza localmente en ceremonias religiosas. Sin embargo, estos usos han llevado a una recolección excesiva de la especie.